# 托雷迪索拉
托雷迪索拉（義大利語：Torre d'Isola），是意大利帕维亚省的一个市镇。总面积16平方公里，人口2315人，人口密度144.7人/平方公里（2009年）。国家统计（ISTAT）代码为018159。